# Estació de Pont d'Inca Nou
L'estació de Pont d'Inca Nou és un baixador de tren de Serveis Ferroviaris de Mallorca, inaugurat en agost de 2001, que dona servei a la urbanització de Pont d'Inca nou. Consta de dues andanes laterals interconnectades per un pas per a vianants a nivell. Entre 2013 i 2022 va formar part de l'extinta línia M2 del Metro de Palma, encara que durant els dissabtes, diumenges i festius les línies T2 i T3 de Serveis Ferroviaris de Mallorca hi paraven en no haver servei de metro, i va tornar a formar part únicament del servei de rodalies en tancar la línia.
| Procedència/Destinació               | <           | Línia            | >                   | Procedència/Destinació |
| ------------------------------------ | ----------- | ---------------- | ------------------- | ---------------------- |
| Serveis Ferroviaris de Mallorca      |             |                  |                     |                        |
| Estació Intermodal - Plaça d'Espanya | Pont d'Inca | Palma - sa Pobla | Polígon de Marratxí | sa Pobla               |
| Estació Intermodal - Plaça d'Espanya | Pont d'Inca | Palma-Inca       | Polígon de Marratxí | Inca                   |